# Lebbeus catalepsis
Lebbeus catalepsis är en kräftdjursart som beskrevs av Jensen 1987. Lebbeus catalepsis ingår i släktet Lebbeus och familjen Hippolytidae. Inga underarter finns listade i Catalogue of Life.